# Coelinidea peculiaris
Coelinidea peculiaris är en stekelart som beskrevs av Gannota 1996. Coelinidea peculiaris ingår i släktet Coelinidea och familjen bracksteklar. Inga underarter finns listade i Catalogue of Life.